# カール・フェドロヴィッチ・ケスラー

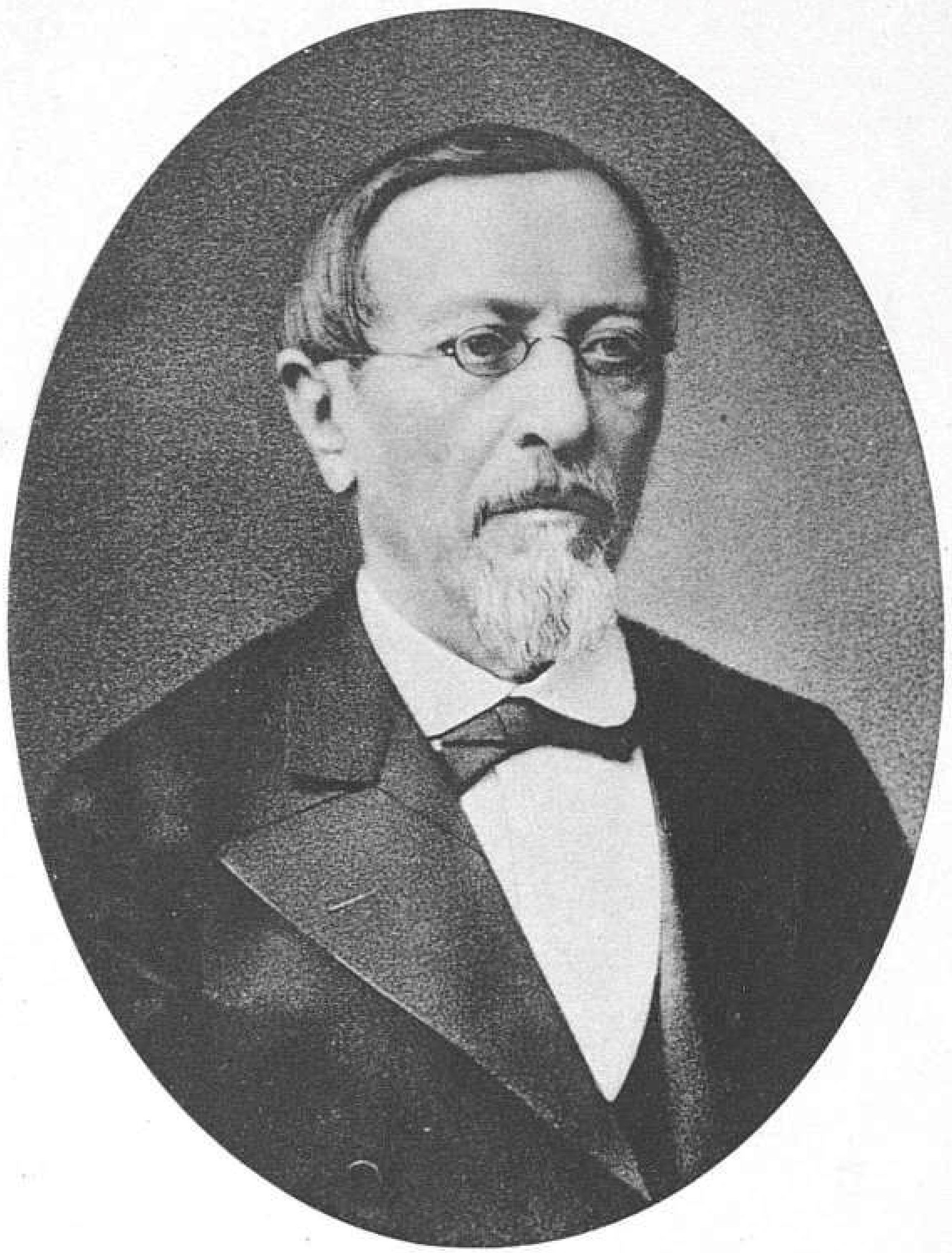
カール・フェドロヴィッチ・ケスラー

カール・フェドロヴィッチ・ケスラー（ロシア語: Карл Фёдорович Кесслер, ラテン文字転写: Karl Fedorovich Kessler、1815年11月19日 - 1881年3月3日）はドイツ生まれのロシアの動物学者である。キエフ大学などで働き、ロシアの動物を研究した。種の進化に関する研究の歴史においては、1880年頃、種の進化においては相互援助が、競争よりも重要であることを主張し、生物学者でもあった革命家のピョートル・クロポトキンに影響を与えた。

## 略歴
プロイセンのケーニヒスベルクのDamrauに森林官の息子に生まれた。兄にロシアの軍人として働いたエドヴァルト・フェドロヴィッチ・ケスラーがいる。父親が森林技術者としてロシアに招かれ、7歳になった1822年に家族とともにロシアに移りノヴゴロドに移った。1834年からサンクトペテルブルク大学で数学と物理学を学ぶが、徐々に動物学に興味を持つようになり1837年には友人の、ツェレツノフ(Nikolái Zheleznov)とフィンランドの調査旅行をした。1838年に卒業後、サンクトペテルブルクの高校の数学、物理学の教師として働くが、1842年に動物学研究で博士号を得た。1842年にキエフ大学の動物学の教授アレグザンダー・フォン・ミッデンドルフがシベリア探検を行うために空席となったキエフ大学の動物学の教授に指名された。1843年からキエフ大学で20年間、働いた後、1862年からサンクトペテルブルク大学の動物学の教授となった。
ロシアの生物についての分類学研究のほかに、生物の進化に、生存競争だけでなく種間の相互援助が重要であることを主張したことで知られる。1979年のサンクトペテルブルクの博物協会でケスラーの論文は発表された。論文の発表後まもなくケスラーは没するが、影響を受けたクロポトキンは、動物間の相互援助を研究し、『相互援助論：進化の要因(Mutual Aid: A Factor of Evolution)』(1902年）を発表した。生物の利他的行動に関する議論の中でケスラーが取り上げられることがある.。